# Highwood (Montana)
Highwood – jednostka osadnicza w Stanach Zjednoczonych, w stanie Montana, w hrabstwie Chouteau.